# Molophilus (Molophilus) phallacanthus
Molophilus (Molophilus) phallacanthus is een tweevleugelige uit de familie steltmuggen (Limoniidae). De soort komt voor in het Australaziatisch gebied.